# Konstantin Czernyszow
Konstantin Walerjewicz Czernyszow, ros. Константин Валерьевич Чернышов (ur. 11 czerwca 1967) – rosyjski szachista i sędzia szachowy, arcymistrz od 2000 roku.

## Kariera szachowa
W 1992 r. podzielił IV m. (za Aleksiejem Gawryłowem, Pawłem Tregubowem i Konstantinem Landą) w pierwszych po rozpadzie Związku Radzieckiego indywidualnych mistrzostwach Rosji. W niedługim czasie zaczął osiągać sukcesy na arenie międzynarodowej: w 1993 r. zwyciężył w otwartym turnieju w Zalakaros oraz podzielił II m. w Bratysławie (za Witalijem Gołodem, wspólnie m.in. z Maksimem Sorokinem, Jewgienijem Moczałowem i Leonidem Wołoszynem) i Balatonbereny (za Władimirem Burmakinem, wspólnie z Aleksiejem Ługowojem i Tiborem Tolnaiem), natomiast w 1994 r. w Balatonbereny podzielił I m. (wspólnie z Zoltanem Gyimesim i Jewgienijem Kalieginem). W kolejnych latach odniósł szereg sukcesów, m.in.:
- 1995 – Zalakaros (dz. I m. wspólnie m.in. z Zoltanem Vargą, Gyula Saxem, Attila Groszpeterem i Jozsefem Horvathem), Dreźnie (dz. II m. za Ralfem Lau, wspólnie z Christopherem Lutzem i Philippem Schlosserem),
- 1996 – Gyöngyös (I m.),
- 1999 – Budapeszt (turniej Tapolca open, I m.), Preszów (dz. I m. wspólnie z Lubomirem Ftaćnikiem i Igorem Stohlem), Pardubice (dz. I m. wspólnie z Walerijem Newerowem, Milosem Jirovskym, Walerijem Popowem i Rusłanem Szczerbakowem),
- 2000 – Praga (I m.),
- 2001 – Tula (Puchar Rosji, dz. II m. za Andriejem Charłowem, wspólnie z Jewgienijem Pigusowem, Walerijem Łoginowem, Aleksiejem Korniewem, Denisem Jewsiejewem i Jewgienijem Worobiowem),
- 2002 – Harkány (I m.), Budapeszt (turniej First Saturday FS11 GM, dz. I m. wspólnie z Csabą Baloghem), Woroneż (dz. I m. wspólnie m.in. z Romanem Owieczkinem, Dmitrijem Kokariewem, Aleksiejem Bezgodowem),
- 2003 – Salgótarján (dz. I m. wspólnie z Tomasem Likavskym),
- 2004 – Budapeszt (turniej First Saturday FS05 GM, I m.), Kraków (turniej Cracovia 2003/04, wspólnie z Władimirem Małaniukiem i Łukaszem Cyborowskim), Zalakaros (dz. I m. wspólnie m.in. z Csabą Horvathem, Jozsefem Horvathem i Attilą Czebe), Chrudim (II m. za Petrem Habą),
- 2005 – Zalakaros (I m.), Woroneż (dz. I m. wspólnie z Władimirem Bielikowem), Budapeszt (turniej First Saturday FS05 GM, dz. I m. wspólnie z Davidem Berczesem), Szombathely (dz. I m.),
- 2006 – Budapeszt (dwukrotnie I m. w turniejach First Saturday FS05 GM i FS11 GM), Eger (I m.), Saratów (dz. I m. wspólnie z Borysem Sawczenko),
- 2008 – Cappelle-la-Grande (dz. I m. wspólnie z Andriejem Diewiatkinem, Jurijem Kryworuczko, Vasiliosem Kotroniasem, Davidem Arutinianem, Vüqarem Həşimovem, Erwinem l’Amim i Siergiejem Fedorczukiem),
- 2009 – Harkány (dz. I m. wspólnie z Cao Sangiem i Jewgienijem Romanowem),
- 2010 – Moskwa (turniej Moscow Open-A, dz. I m. wspólnie z Jewgienijem Bariejewem, Lê Quang Liêmem i Ernesto Inarkiewem), Kostroma (dz. I m. wspólnie ze Stanisławem Nowikowem).

Najwyższy ranking w dotychczasowej karierze osiągnął 1 stycznia 2011 r., z wynikiem 2597 punktów zajmował wówczas 4. miejsce wśród rosyjskich szachistów.